# Marcel Leys
Marcel Gustaaf Leys (Uitbergen, 20 februari 1931 - Overmere, 18 november 2015) was een Belgisch politicus en burgemeester voor de PVV.
Marcel Leys werd geboren op de Donk op het grondgebied van de toenmalige gemeente Uitbergen als zoon van Raymond Leys en Margriet Samson.
Mon Leys en diens vader Pit Leys waren lokale liberale politici. Marcel ging naar de lagere school in Berlage en ging verder studeren aan het Koninklijk Atheneum van Dendermonde waar hij medeleerling Fred De Bruyne leerde kennen. Gebeten door Freds fietsmicrobe, startte ook Marcel Leys als wielrenner waar hij tot bij de nieuwelingen een mooie carrière uitbouwde. Na een zwaar ongeluk, ging hij werken als bediende, later als secretaris bij de liberale mutualiteit De Voorzorg.
Marcel Leys werd net zoals zijn grootvader en vader actief bij de liberalen, toen de Partij voor Vrijheid en Vooruitgang. In Berlare was de CVP wel historisch de grootste partij. Maar bij de gemeenteraadsverkiezingen van 1964 behaalden PVV en BSP samen voldoende stemmen voor een wisselmeerderheid en werd de CVP naar de oppositie verwezen. Leys maakte als kopman van de PVV lijst in 1964 campagne met de slogan "Voor water in uw straat, stem Leys in de gemeenteraad!" en werd verkozen in de gemeenteraad. Leys werd in 1965 burgemeester van Berlare in een coalitie van zijn PVV met de BSP. Hij zou deze functie twee legislaturen, tot eind 1976, opnemen. In die periode werd de drinkwatervoorziening met een nieuw leidingwaterstelsel in een heleboel nieuwe wijken van de landelijke gemeente gerealiseerd. Bij de verkiezingen van 10 oktober 1976 kwam de PVV eenmalig niet onder die naam op in die gemeente. Men koos er voor met een specifieke lokale partij Gemeentebelangen met PVVers, BSPers en onafhankelijken naar de gunst van de kiezer te dingen. Maar deze formatie behaalde slechts 9 van de 21 zetels, de CVP behaalde met 12 zetels de absolute meerderheid in de nieuwe fusiegemeente. Leys behaalde wel 1.555 voorkeurstemmen. CVP'er Jan-Willy Van Sande die 1.628 voorkeurstemmen haalde, werd de eerste burgemeester van de fusiegemeente. Leys kreeg wel de titel van ere-burgemeester.
Marcel Leys was tevens provincieraadslid in Oost-Vlaanderen voor de PVV.
Leys werd in 2012 nog geïnterviewd als een van de 44 voormalige burgemeesters die Peter Vandekerckhove opzocht voor de televisieserie Meneer de Burgemeester. Hij haalde niet de 15 geselecteerde burgemeesters in de serie, maar een aantal getuigenissen van Leys werden in het begeleidend boek opgenomen.